# Уарем
Уарем (на френски: Waremme) е град в Югоизточна Белгия, окръг Уарем на провинция Лиеж. Населението му е около 14 000 души (2006).

## Известни личности
Родени в Уарем
- Едмон Льобюртон (1915-1997)

Починали в Уарем
- Едмон Льобюртон (1915-1997)